# Emil Gauguin
Emil Émile "Don Emilio" Gauguin (født 31. august 1874 i Paris, Frankrig, død 18. januar 1955 i Englewood, Florida, USA) var en fransk/dansk/amerikansk (fransk statsborger) Cand.polyt., konstruktionsingeniør og fodboldspiller. Søn af Paul Gauguin (1848-1903) og den danske Mette Sophie Gad (1850–1920), samt bror til Aline (1876-1897), Clovis (1879-1900), Jean (1881-1961) og Pola Gauguin (1883-1961).
Emil Gauguin blev 1880 sendt til Danmark, for at han kunne opdrages hos sin mors veninde Fanny Wiehe (1845-1908), enke efter skuespilleren Johan Wiehe (1830-1877), resten af familien Gauguin flyttede til København 1884. Emil Gauguin gik først i Schneekloths Skole, hvorfra han 1886 kom på Sorø Akademi, her tog han studentereksamen 1893. Han var målmand på Akademisk Boldklubs hold som vandt datidens vigtigste danske turnering Fodboldturneringen 1893-94, 1894-95 og 1895-96. Han gik nogle år på Polyteknisk Læreanstalt, tog 1897 første del af ingeniøreksamen, brød så af og udvandrede i juni 1900 til Bogotá i Colombia, hvor hans faster Marie Gauguin de Uribe (1847-1918) boede. I Colombia var han beskæftiget ved vej- og brobygning. Under et ophold i Danmark indgik han 1908 ægteskab med Olga von Hedemann (1882-1967), der fulgte ham ud til Colombia og 1916 til USA, men hun og deres fælles børn rejste alene til Danmark 1919. I USA arbejdede Emil Gauguin som maskiningeniør for et lille mekanisk værksted i Philadelphia. Ved udgangen af 1936 rejste han til Danmark og blev skilt fra sin hustru. Efter to måneder vendte han tilbage til USA, og i 1940 giftede han sig med Priscilla Buntin (1896-1966) i Philadelphia. I 1950 trak de sig tilbage og flyttede til Florida, hvor han tilbragte de sidste fem år af sit liv. Han døde af lungebetændelse og er sammen med sin anden hustru begravet på Lemon Bay Historical Cemetery i Florida.